# Ulica Mała w Warszawie

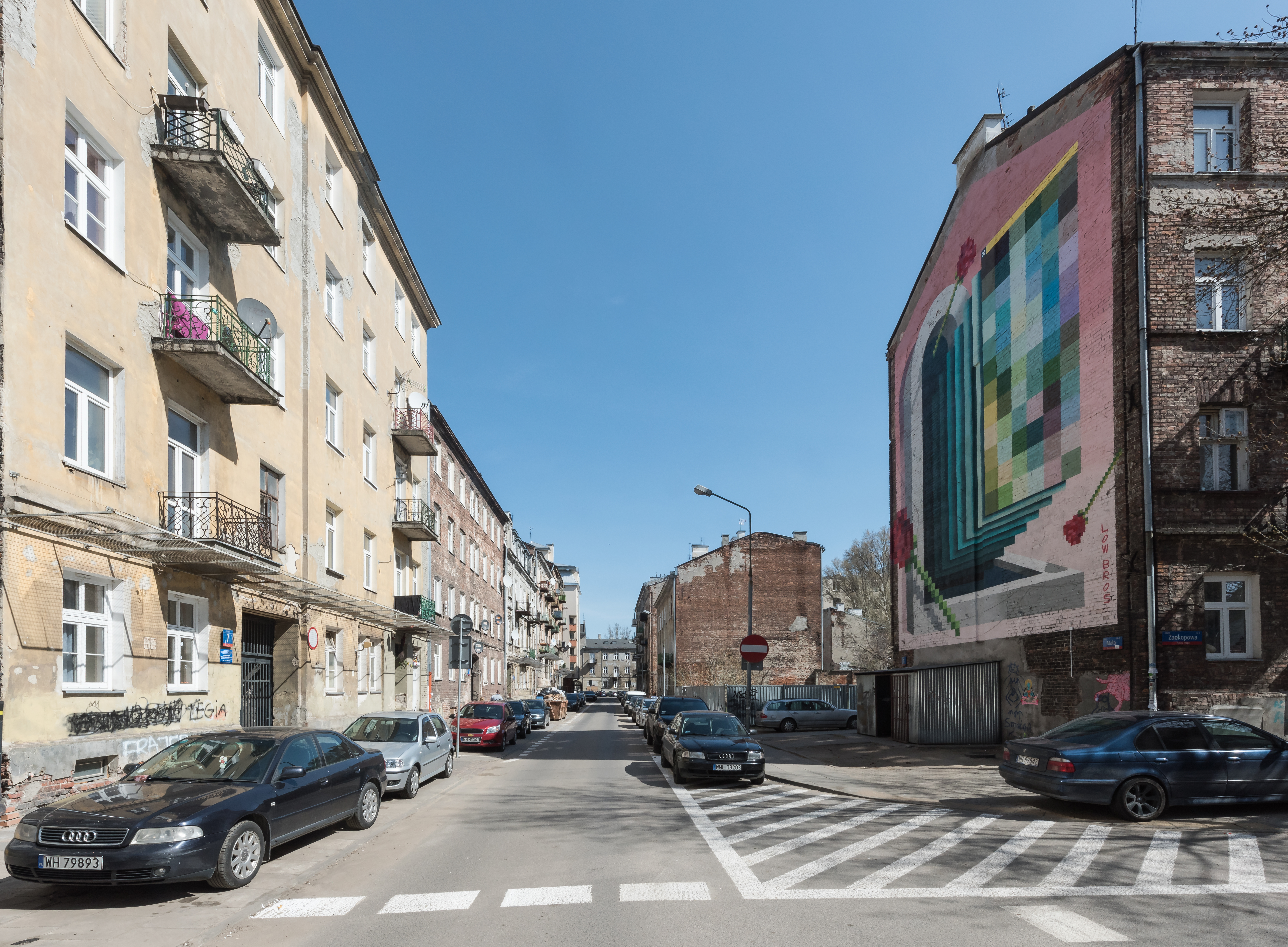
Ulica Mała przy ul. Zaokopowej (2021)

Ulica Mała – ulica w dzielnicy Praga-Północ w Warszawie.

## Historia
Wytyczona w roku 1877 na gruntach przejętych od prywatnego właściciela, Ludwika Walusińskiego. Według umowy, nowo utworzona ulica miała pozostawać przez pewien czas jego własnością, pod warunkiem utrzymywania porządku i udostępnienia jej dla celów mieszkaniowych i komunikacyjnym wszystkim mieszkańcom.
W procesie zabudowywania ulicy można wyróżnić cztery wyraźne fazy, bowiem każda z nich przyniosła inne realizacje:
- 1880−1886 – budynki o małomiasteczkowej architekturze, o wysokości do trzech kondygnacji (m.in. kamienica pod nr. 1 z roku 1880 wybudowana dla Teodora Kozłowskiego).
- 1884−1900 – budynki o gabarycie dochodzącym do czterech kondygnacji, z wystrojem sztukatorskim na fasadach, ale zazwyczaj drewnianej konstrukcji - przykładem jest tu kamienica pod nr. 10 z roku 1896 wybudowana dla Stanisława Runda. Otrzymała m.in. sztukatorskie maszkarony, naczółki okien i profilowane gzymsy.
- 1901−1910 – budynki o gabarycie dochodzącym do czterech kondygnacji, jednak już obficiej dekorowane - przykładem jest neoklasycystyczna kamienica pod nr. 11 z roku 1901 wybudowana dla Rosjanina Anisima Puguńca. Projektowana być może przez Antoniego Kluczewicza, który często tworzył dla inwestorów rosyjskiego pochodzenia i chętnie sięgał do motywów klasycystycznych.
- 1911−1913 – budynki pięciokondygnacyjne, o niepalnej konstrukcji - przykładem jest tu kamienica pod nr. 13 A z roku 1911, wybudowana dla Romualda Nazimka, właściciela innej kamienicy przy pobliskiej ul. Inżynierskiej. Przykład wczesnego modernizmu o wystroju tkwiącym jeszcze w stylistyce eklektyzmu i secesji.

Zabudowa ulicy ocalała w czasie II wojny światowej.
W 2006 roku układ urbanistyczny oraz zespół budowlany znajdujący się przy ulicy zostały do rejestru zabytków.

## Ważniejsze obiekty
- Kamienica Nazimków

## W kulturze masowej
- Z powodu zachowania niemal całej dawnej zabudowy, ulica Mała wielokrotnie służyła za plan filmowy, udając przedwojenną Warszawę. Stała się plenerem zdjęciowym m.in. w filmach Pianista Romana Polańskiego, Korczak Andrzeja Wajdy, Dziewczęta z Nowolipek Barbary Sass oraz Cafe pod Minogą Bronisława Broka[3].